# Microrégion de Janaúba
 (février 2025).
Si vous disposez d'ouvrages ou d'articles de référence ou si vous connaissez des sites web de qualité traitant du thème abordé ici, merci de compléter l'article en donnant les références utiles à sa vérifiabilité et en les liant à la section « Notes et références ».
La microrégion de Janaúba est l'une des sept microrégions qui subdivisent le Nord du Minas, dans l'État du Minas Gerais au Brésil.
Elle comporte 13 municipalités qui regroupaient 251 500 habitants en 2006 pour une superficie totale de 15 155 km2.

## Municipalités[1]
- Catuti
- Espinosa
- Gameleiras
- Jaíba
- Janaúba
- Mamonas
- Mato Verde
- Monte Azul
- Nova Porteirinha
- Pai Pedro
- Porteirinha
- Riacho dos Machados
- Serranópolis de Minas